# Besos prohibidos
Besos prohibidos es una telenovela mexicana de TV Azteca, escrita por Marissa Garrido. 
Protagonizada por Fernando Allende, Margarita Gralia, Eileen Abad y Víctor González, con las participaciones antagónicas de Salvador Pineda y Rodrigo Abed.

## Sinopsis
Besos prohibidos es una historia de lucha por el amor en diferentes edades y niveles, de búsqueda de la realización, de pasiones casi incontrolables donde se desbordan los sentimientos y se liberan los sentidos. Una mujer que, víctima de la injusticia, rompe las cadenas para liberar su sensualidad. Un hombre que maneja la vida de todos los que le rodean. Jóvenes envueltos en el vértigo de la realidad y el deseo. Adolescentes que buscan el camino correcto a su sexualidad.
La imagen del hombre sólido, del padre admirable, del amante siempre esperando en contraposición con el machismo castrante. Un pasado que vuelve, con culpas y obstáculos, a enfrentarse al presente invadido por el materialismo y la incomprensión. Pero en todas las edades, la parte humana en contraposición con la lucha de poder y el respeto a los valores…siempre apoyados en el amor. Todos los matices de los personajes dentro de sus lineamientos, por distintos motivos, por diferentes situaciones, deben escoger entre someter sus pasiones y sus complejos amores, o claudicar y caer en esos Besos Prohibidos.

## Elenco
- Fernando Allende - José Luis
- Margarita Gralia - Diana
- Salvador Pineda - Felipe
- Eileen Abad - Florencia
- Víctor González - Carlos
- Rodrigo Abed - Adalberto
- Evangelina Elizondo - Cristina
- Amara Villafuerte - Liliana
- Ursula Prats - Dora Elena
- Marta Zamora - Dolores
- Nerina Ferrer - Sabina
- Lupita Sandoval - Petra
- Claudine Sosa - Lourdes
- Deborah Ríos - Teresa
- Eduardo Fajardo - El General
- Farnesio de Bernal - Fermín
- José González Márquez - Ricardo
- Juan David Burns - Dr. Hernández
- Miguel Ángel Negrete - Pacheco
- Mario Sauret - Cortina
- Héctor Téllez - Serrano
- Gerardo Klein - Guillermo
- Itzel Ramos - Rita
- Ximena Rubio - Patricia
- Ninel Conde - Karen
- Masha Kostiurina - Carmen
- Aarón Beas - Rubén
- Constanza Cavalli - Julia
- Fiona - Sandra
- Elisa Jaimes - Genoveva
- Rodrigo Mejía - Leyva
- Andrea Noli - Basurto
- Julio Rasec - Guajardo
- Omar Reyes - Gonzalo
- Javier Ruiz - Dr. Gálvez
- Ana La Salvia